# Lista de episódios de Oshi no Ko

Oshi no Ko é uma série de anime baseada no mangá de mesmo nome, escrito por Aka Akasaka e ilustrado por Mengo Yokoyari. Produzida por Doga Kobo, a série é dirigida por Daisuke Hiramaki, com Chao Nekotomi servindo como assistente de direção, Jin Tanaka escrevendo os roteiros, Kanna Hirayama lidando com o design dos personagens e Takurō Iga compondo a música. Estreou em 12 de abril de 2023 na Tokyo MX e outras redes. O primeiro episódio, de 90 minutos, também estreou em cinemas selecionados no Japão em 17 de março do mesmo ano. O tema de abertura é "Idol" (アイドル) interpretado por Yoasobi, enquanto o tema de encerramento é "Mephisto [ja]" (メフィスト, Mefisuto) interpretado por Queen Bee.
Após a exibição do décimo primeiro episódio, foi anunciada a produção de uma segunda temporada. Ela estreiou em 3 de julho de 2024.
Na Anime NYC de 2022, a Sentai Filmworks anunciou que havia licenciado a série, e começou a transmiti-la no serviço de streaming Hidive. Uma dublagem em inglês estreou em 24 de maio de 2023. A Medialink licenciou a série no Ásia-Pacífico e está transmitindo-a no canal do YouTube Ani-One Asia, Netflix, Bilibili, e iQIYI.

## Resumo da série
| Temporada | Temporada | Episódios | Episódios | Originalmente exibido | Originalmente exibido |
| Temporada | Temporada | Episódios | Episódios | Estreia da temporada  | Final da temporada    |
| --------- | --------- | --------- | --------- | --------------------- | --------------------- |
|           | 1         | 11        | 11        | 12 de abril de 2023   | 28 de junho de 2023   |
|           | 2         | 13        | 13        | 3 de julho de 2024    | —                     |

## Episódios

### 1.ª temporada (2023)
| N.º na série | N.º na temp. | Título                                                               | Dirigido por                                                             | Storyboard por                                  | Exibição original   |
| --- | ------------ | -------------------------------------------------------------------- | ------------------------------------------------------------------------ | ----------------------------------------------- | ------------------- |
| 1 | 1            | "Mãe e Filhos" "Mother and Children"                                 | Daisuke Hiramaki, Chao Nekotomi, Asami Nakatani, Ryōta Itō, Sung Min Kim | Daisuke Hiramaki, Chao Nekotomi, Asami Nakatani | 12 de abril de 2023 |
| Gorou Amamiya é um médico que é um fã fanático da ídolo Ai Hoshino, impulsionado em parte por ela ser a ídolo favorita de uma paciente falecida dele chamada Sarina Tendouji. Gorou fica chocado quando Ai chega silenciosamente em seu hospital rural com 20 semanas de gravidez de gêmeos. Na data prevista para o parto, Gorou é morto pelo perseguidor de Ai. Ele então acorda e descobre que renasceu como o filho de Ai, chamado Aquamarine, e vive junto com ela e sua irmã gêmea Ruby. A Ruby em si é a reencarnação de Sarina. Com o passar do tempo, os gêmeos aprendem cada vez mais sobre as complexidades e realidades da indústria do entretenimento. Um ano depois, Aqua se familiariza com um diretor de cinema e uma atriz infantil chamada Kana Arima. Após dois anos, o filme acaba sendo um sucesso modesto. No entanto, no dia de sua primeira apresentação importante no Tokyo Dome, o mesmo perseguidor acaba matando a Ai. Os gêmeos são posteriormente adotados formalmente pelos Saitous. Ruby decide que quer seguir os passos de Ai e se tornar uma ídolo, enquanto Aqua deduz que o pai biológico deles vazou o endereço de Ai para o perseguidor. Muitos anos depois, Aqua coloca seu plano de vingança em ação. |              |                                                                      |                                                                          |                                                 |                     |
| 2 | 2            | "A Terceira Opção" "Mittsume no Sentakushi (三つ目の選択肢)"         | Sung Min Kim                                                             | Koji Masunari                                   | 19 de abril de 2023 |
| Nos doze anos desde a morte da Ai, Ichigo perdeu o contato do grupo de ídolos de Ai, B-Komachi, desfazendo-o, e a Miyako assumiu a agência Strawberry Production, mas acabou fechando o departamento de ídolos. Ruby fez audições para se tornar uma ídolo, sem saber que Aqua tem usado suas habilidades de atuação para sabotar secretamente suas inscrições e enviar falsos avisos de rejeição. No entanto, ele não consegue impedir que Ruby seja descoberta por um grupo ídolo underground. Sem confiar na administração desse grupo e querendo apoiar o sonho de Ruby, Miyako decide finalmente reabrir o departamento de ídolos da Strawberry Production, tendo Ruby como sua primeira integrante. Enquanto isso, Aqua trabalha como aprendiz do diretor Gotanda, mas desistiu de tentar ser ator e está contente em trabalhar nos bastidores para encontrar seu pai. Gotanda aconselha Aqua a não desistir de seus sonhos tão facilmente, fazendo-o lembrar das últimas palavras de Ai para ele. Aqua e Ruby são posteriormente admitidos na prestigiosa Escola Secundária Youtou, que possui um departamento de artes cênicas. Ao visitar a escola, os gêmeos encontram Kana novamente, que fica feliz em ver Aqua novamente, mas fica chocada ao descobrir que ele está matriculado no departamento de educação geral em vez de artes cênicas. |              |                                                                      |                                                                          |                                                 |                     |
| 3 | 3            | "Dorama Baseado em Mangá" "Manga Gensaku Dorama (漫画原作ドラマ)"    | Kōki Uchinomiya                                                          | Takudai Kakuchi, Kenta Ōnishi                   | 26 de abril de 2023 |
| Kana está ansiosa para se reconectar com Aqua e tenta convencê-lo a voltar a atuar, oferecendo um papel em uma adaptação live-action do mangá Sweet Today. Ela mencionou que ela tem conexões com o famoso produtor Masaya Kaburagi, que Aqua reconhece como um dos nomes da lista secreta dos contatos da Ai que ele encontrou no celular pessoal dela. Aqua concorda em pegar o papel como uma desculpa para se aproximar de Kaburagi. Kana consegue o papel de vilão do show para Aqua, mas ele descobre que o show é de uma produção de baixíssima qualidade. Kana admite que o programa apresenta jovens garotos modelos e priorizaram a aparência do que a habilidade deles, e ela foi forçada a segurar o seu próprio talento. Ela explica depois que devido a sua atitude mimada de quando era criança, ela facilmente foi deixada de lado na indústria de atuação à medida que envelhecia. Durante um intervalo na filmagem, Aqua Consegue pegar um pouco de exemplares de saliva do cigarros discartados por Kaburagi e acaba ouvindo que Kaburagi só está tirando vantagem da Kana. Por mais que ele já ter conseguido a informação que queria, Aqua decide ficar para continuar a atuar. |              |                                                                      |                                                                          |                                                 |                     |
| 4 | 4            | "Atores" "Yakusha (役者)"                                            | Kuniyasu Nishina                                                         | Ryōta Itō                                       | 3 de maio de 2023   |
| Aqua usa suas habilidades para preparar o cenário para a performance da Kana. Isso dá a ela a oportunidade de mostrar as suas verdadeiras habilidades de atuação, o que ganha elogios das pessoas que ainda estavam a assistir o programa. Durante a festa de encerramento, Aqua se encontra com Kabuagi mais uma vez, agora sabendo que ele não é seu pai graças ao teste de paternidade. Kaburagi menciona que ele sabe sobre alguém que a Ai esteve passando o tempo em segredo, e oferece para dizê-lo se Aqua voltasse a se apresentar num reality show de encontros. Um tempo depois, Aqua e Ruby vão ao primeiro dia de aula na Escola de Ensino Médio Youtou, onde Ruby faz amizade com uma colega e modelo de gravura, Minami Kotobuki. Ela apresenta a Minami para o Aqua, e também menciona que a famosa artista profissional Frill Shiranui também é membro de sua turma. Isso deixa Ruby constrangida com o fato de que ela ainda não tem um lugar estabelecido na indústria do entretenimento. Ela importuna Miyako sobre a Strawberry Productions continuar com a formação de grupos de ídolos, mas Miyako aponta que não é fácil para uma pequena companhia como a deles recrutar ídolos. Aqua sugere, então, que contratassem a Kana.                                                                                                   |              |                                                                      |                                                                          |                                                 |                     |
| 5 | 5            | "Reality Show Romântico" "Ren'ai Riaritī Shō (恋愛リアリティショー)" | Sung Min Kim                                                             | Sung Min Kim                                    | 10 de maio de 2023  |
| 6 | 6            | "Egosearch" "Egosāchi (エゴサーチ)"                                  | Kuniyasu Nishina                                                         | Kuniyasu Nishina                                | 17 de maio de 2023  |
| 7 | 7            | "Viral" "Bazu (バズ)"                                                | Yasuhiro Irie                                                            | Yasuhiro Irie                                   | 24 de maio de 2023  |
| 8 | 8            | "Primeira Vez" "Hajimete (初めて)"                                   | Daisuke Hiramaki                                                         | Moe Suzuki, Hiroaki Yoshikawa                   | 7 de junho de 2023  |
| 9 | 9            | "B-Komachi" "(B小町)"                                                | Kōki Uchinomiya, Sung Min Kim, Daisuke Hiramaki                          | Hiroaki Yoshikawa                               | 14 de junho de 2023 |
| 10 | 10           | "Pressão" "Puresshā (レッシャー)"                                    | Yūji Tokuno                                                              | Yūji Tokuno                                     | 21 de junho de 2023 |
| 11 | 11           | "Idol" "Aidoru (アイドル)"                                           | Kuniyasu Nishina, Daisuke Hiramaki                                       | Sumie Noro                                      | 28 de junho de 2023 |

### 2.ª temporada (2024)
| N.º na série | N.º na temp. | Título                                        | Dirigido por                                      | Storyboard por                                    | Exibição original    |
| ------------ | ------------ | --------------------------------------------- | ------------------------------------------------- | ------------------------------------------------- | -------------------- |
| 12           | 1            | "Tokyo Blade" "Tōkyō Bureido (東京ブレイド)"  | Kuniyasu Nishina                                  | Kuniyasu Nishina                                  | 3 de julho de 2024   |
| 13           | 2            | "Telefone sem Fio" "Dengon Gēmu (伝言ゲーム)" | Kazue Komatsu                                     | Daisuke Hiramaki                                  | 10 de julho de 2024  |
| 14           | 3            | "Reescrita" "Riraitingu (リライティング)"     | Daisuke Nishimura                                 | Daisuke Nishimura                                 | 17 de julho de 2024  |
| 15           | 4            | "Atuação Emotiva" "Kanjō Engi (感情演技)"     | Kōki Uchinomiya                                   | Kōki Uchinomiya                                   | 24 de julho de 2024  |
| 16           | 5            | "Abrindo as Cortinas" "Kaimaku (開幕)"        | Kazuma Ogasawara                                  | Yasuhiro Irie                                     | 31 de julho de 2024  |
| 17           | 6            | "Amadurecimento" "Seichō (成長)"              | Chao Nekotomi                                     | Chao Nekotomi                                     | 7 de agosto de 2024  |
| 18           | 7            | "Sol" "Taiyō (太陽)"                          | Kuniyasu Nishina                                  | Kuniyasu Nishina                                  | 14 de agosto de 2024 |
| 19           | 8            | "Gatilho" "Torigā (トリガー)"                 | Chao Nekotomi, Kuniyasu Nishina, Daisuke Hiramaki | Chao Nekotomi, Kuniyasu Nishina, Daisuke Hiramaki | 21 de agosto de 2024 |
| 20           | 9            | "Sonho" "Yume (夢)"                           | Daisuke Hiramaki, Kazue Komatsu                   | Daisuke Hiramaki, Kazue Komatsu                   | 28 de agosto de 2024 |

## Lançamento em mídias domésticas

### 1.ª temporada
| Vol. | Vol.  | Episódios      | Personagem da capa     | Data de lançamento  | Ref.   |
| ---- | ----- | -------------- | ---------------------- | ------------------- | ------ |
|      | 1     | 1              | Ai Hoshino             | 28 de junho de 2023 | [ 21 ] |
| 2    | 2–3   | Aqua Hoshino   | 26 de julho de 2023    | [ 22 ]              |        |
| 3    | 4–5   | Ruby Hoshino   | 30 de agosto de 2023   | [ 23 ]              |        |
| 4    | 6–7   | Kana Arima     | 27 de setembro de 2023 | [ 24 ]              |        |
| 5    | 8–9   | Akane Kurokawa | 25 de outubro de 2023  | [ 25 ]              |        |
| 6    | 10–11 | Mem-cho        | 29 de novembro de 2023 | [ 26 ]              |        |

### 2.ª temporada
| Vol. | Vol.  | Episódios | Personagem da capa      | Data de lançamento    | Ref.   |
| ---- | ----- | --------- | ----------------------- | --------------------- | ------ |
|      | 1     | 12–14     | ASA                     | 25 de outubro de 2024 | [ 27 ] |
| 2    | 15–16 | ASA       | 27 de novembro de 2024  | [ 28 ]                |        |
| 3    | 17–18 | ASA       | 25 de dezembro de 2024  | [ 29 ]                |        |
| 4    | 19–20 | ASA       | 24 de janeiro de 2025   | [ 30 ]                |        |
| 5    | 21–22 | ASA       | 26 de fevereiro de 2025 | [ 31 ]                |        |
| 6    | 23–24 | ASA       | 26 de março de 2025     | [ 16 ]                |        |